# Saison 4 de l'émission Le Disney Channel
Voici le détail de la quatrième saison de l'émission Le Disney Channel diffusée sur FR3 du 1er septembre 1987 au 31 août 1988.

## Animateurs et Fiche technique

### Les Animateurs
Tout au long de son existence l’émission a eu de manière majoritaire deux animateurs. Ce tandem de garçons reposait au cours de cette saison sur :
- Jean Rochefort
- Guy Montagné
- Vincent Perrot

### Fiche de l'émission
- Réalisation : Dominique Bigle et Maxime Debest
- Production : Dominique Bigle et Gérard Jourd'hui

## Courts-métrages classiques diffusés
Les dessins animés de l’émission étaient annoncés dans la rubrique Télévision du Journal de Mickey. Ils étaient diffusés dans les rubriques Bon week-end Mickey et Donald présente. Ils regroupaient les séries ci-dessous:
- Mickey Mouse
- Donald Duck
- Dingo
- Donald & Dingo
- Pluto
- Tic et Tac
- Silly Symphonies

Voici une liste non exhaustive de ces derniers :
- Les Trois Petits Cochons et Le petit chaperon rouge (émission du samedi 12 septembre 1987)[1]
- Dingo le gaucho, Le brave mécanicien et La petite maison (émission du samedi 7 novembre 1987)[2]
- Dingo et Wilbur et Stupidicus Ultimus (émission du lundi 1er février 1988 intitulée Mickey, Donald et Compagnie)[3]

## Les séries de dessins-animés
Cette saison a vu arriver la série La Bande à Picsou à partir du samedi 9 janvier 1988.

## Les programmes de série et feuilleton
Les programmes de série et feuilleton étaient annoncés dans la rubrique Télévision du Journal de Mickey.
Voici une liste non exhaustive de ces derniers :
- Le premier épisode de Texas John Slaughter (émission du samedi 7 septembre 1987)[1]
- L'épisode Le jaguar  de la série Les merveilles de la nature (émission du lundi 1er février 1988 intitulée Mickey, Donald et Compagnie)[3]
- Le premier épisode du Chevalier lumière (émission du samedi 2 janvier 1988) [4]